# Pachydema thysdritana
Pachydema thysdritana är en skalbaggsart som beskrevs av Baraud 1979. Pachydema thysdritana ingår i släktet Pachydema och familjen Melolonthidae. Inga underarter finns listade i Catalogue of Life.